# Johnston (South Carolina)
Johnston is een plaats (town) in de Amerikaanse staat South Carolina, en valt bestuurlijk gezien onder Edgefield County.

## Demografie
Bij de volkstelling in 2000 werd het aantal inwoners vastgesteld op 2336.
In 2006 is het aantal inwoners door het United States Census Bureau geschat op 2346, een stijging van 10 (0.4%).

## Geografie
Volgens het United States Census Bureau beslaat de plaats een oppervlakte van
6,7 km², waarvan 6,5 km² land en 0,2 km² water. Johnston ligt op ongeveer 202 m boven zeeniveau.

## Plaatsen in de nabije omgeving
De onderstaande figuur toont nabijgelegen plaatsen in een straal van 20 km rond Johnston.